# Джаяратне, Дисанаяка Мудиянселаге
Дисанаяка Мудиянселаге Джаяратне (англ. Disanayaka Mudiyanselage Jayaratne, синг. දිසානායක මුදියන්සේලාගේ ජයරත්න, известен также как Д. М. Джаяратне (D. M. Jayaratne); 7 июня 1931, Коломбо, Британский Цейлон — 19 ноября 2019, Канди, Шри Ланка) — политический и государственный деятель Шри Ланки, премьер-министр с 21 апреля 2010 по 9 января 2015 года.

## Биография
Джаяратне родился 7 июня 1931 года. Образование получил в Долува Мах Видьялая в Гамполе, недалеко от города Канди. В середине 1950-х годов он учился на факультете искусств Пераденийского университета. В 1951 году, вместе с Соломоном Бандаранаике, участвовал в создании Партии свободы Шри-Ланки. Позже он вернулся в Долува Мах Видьялая и работал там преподавателем, затем почтмейстером в Долуве (1960—1962) и Гамполе.
В 1970 году Джаяратне впервые вошёл в парламент от ПСШЛ во главе с Сиримаво Бандаранаике. В 1977 году потерпел поражение на выборах и не попал в парламент. После тех выборов в парламенте остались всего 8 депутатов от Партии свободы. Он вернулся в парламент только в 1989 году.
С 1994 года Джаяратне занимал министерские посты в нескольких правительствах Шри-Ланки. Он был  министром земельных угодий, сельского и лесного хозяйства (1994—2000), министром сельского хозяйства, продовольствия и кооперативов (2000—2004), министром почт, телекоммуникаций и развития центральных провинций (2004—2005), министром почт, телекоммуникаций и сельскохозяйственного развития (2005—2007), министром плантационного хозяйства (2007—2010). В 2001 году он был избран председателем Продовольственной и Сельскохозяйственной Ассоциации Стран Азиатско-Тихоокеанского региона.
После победы Объединённого народного альянса свободы на всеобщих выборах 2010 года, Джаяратне, как самый старший член ПСШЛ, 21 апреля был приведён к присяге в качестве премьер-министра. Согласно действующей конституции Шри-Ланки пост премьер-министра является в основном церемониальным. Одновременно он также занимает пост министра по делам буддизма и религии.
Умер 19 ноября 2019 года в возрасте 88 лет в частной больнице в Канди.